# Acanthogorgia paradoxa
Acanthogorgia paradoxa is een zachte koraalsoort uit de familie Acanthogorgiidae. De koraalsoort komt uit het geslacht Acanthogorgia. Acanthogorgia paradoxa werd in 1913 voor het eerst wetenschappelijk beschreven door Nutting. 